# Hamelia papillosa
Hamelia papillosa är en måreväxtart som beskrevs av Ignatz Urban. Hamelia papillosa ingår i släktet Hamelia och familjen måreväxter. IUCN kategoriserar arten globalt som sårbar. Inga underarter finns listade i Catalogue of Life.